# Filip Jörgensen
Filip Jörgensen (Lomma, 16 april 2002) is een Deens-Zweeds voetballer die speelt als doelman. In juli 2024 verruilde hij Villarreal voor Chelsea. Jörgensen maakte in 2025 zijn debuut in het Deens voetbalelftal.

## Clubcarrière
Jörgensen speelde in de jeugd van GIF Nike en Malmö FF, voor hij naar Spanje verhuisde. Hier speelde hij als jeugdspeler voor Santa Catalina en Penya Arrabal, alvorens in 2014 opgenomen te worden in de opleiding van RCD Mallorca. Drie jaar later nam Villarreal hem over. Vanaf het seizoen 2020/21 maakte de doelman onderdeel uit van het reserveteam van Villarreal. Zijn contract werd op 12 november 2020 opengebroken en verlengd tot medio 2025. Zijn debuut in het eerste elftal maakte Jörgensen op 15 december 2021, toen in de Copa del Rey met 1–7 gewonnen werd bij Atlético Sanluqueño. Hij moest op de reservebank beginnen en viel een kwartier na rust in voor Gerónimo Rulli. Dit zou zijn enige optreden in het eerste elftal blijven dat seizoen.
Zijn debuut in de Primera División maakte hij op 30 januari 2023. Nadat Rulli was verkocht aan Ajax kreeg Jörgensen de kans onder de lat toen thuis werd gespeeld tegen Rayo Vallecano. Door een doelpunt van Sergio Camello ging de wedstrijd met 0–1 verloren. Tijdens het restant van het seizoen kreeg Pepe Reina de voorkeur boven Jörgensen. In augustus 2023 werd hij definitief overgeheveld naar het eerste elftal en hij kreeg rugnummer 13. In augustus besloot trainer Quique Setién dat Jörgensen voor het seizoen 2023/24 de eerste keuze op doel zou zijn. Aan het einde van die jaargang werd zijn contract opengebroken en met twee seizoenen verlengd tot medio 2029.
Anderhalve maand later vertrok hij toch, naar Chelsea. De Londense club betaalde circa vijfentwintig miljoen euro voor de overgang van de doelman en schotelde hem een verbintenis voor zeven seizoenen voor. Tijdens zijn eerste seizoen in Londen was hij in de Premier League voornamelijk tweede keuze achter Robert Sánchez. Wel was hij de eerste keuze onder de lat in de UEFA Conference League. Dit toernooi won Chelsea door in de finale met 1–4 te winnen van Real Betis.

## Clubstatistieken
| Seizoen | Club       | Competitie       | Competitie | Competitie | Beker | Beker | Internationaal | Internationaal | Totaal | Totaal |
| Seizoen | Club       | Competitie       | Wed.       | Dlp.       | Wed.  | Dlp.  | Wed.           | Dlp.           | Wed.   | Dlp.   |
| ------- | ---------- | ---------------- | ---------- | ---------- | ----- | ----- | -------------- | -------------- | ------ | ------ |
| 2021/22 | Villarreal | Primera División | 0          | 0          | 1     | 0     | 0              | 0              | 1      | 0      |
| 2022/23 | Villarreal | Primera División | 2          | 0          | 1     | 0     | 3              | 0              | 6      | 0      |
| 2023/24 | Villarreal | Primera División | 36         | 0          | 0     | 0     | 1              | 0              | 37     | 0      |
| 2024/25 | Chelsea    | Premier League   | 6          | 0          | 3     | 0     | 14             | 0              | 23     | 0      |
| Totaal  | Totaal     | Totaal           | 44         | 0          | 5     | 0     | 18             | 0              | 67     | 0      |

Bijgewerkt op 13 juni 2025.

## Interlandcarrière
Jörgensen is geboren als kind van een Deense vader en een Zweedse moeder. Hij speelde voor diverse vertegenwoordigende jeugdelftallen van Zweden, voor hij in mei 2021 besloot uit te komen door Denemarken –21. Jörgensen maakte op 7 juni 2025 zijn debuut in het Deens voetbalelftal tijdens een vriendschappelijke wedstrijd tegen Noord-Ierland. Denemarken won door doelpunten van Gustav Isaksen en Christian Eriksen en een eigen doelpunt van Pierre-Emile Højbjerg met 2–1. Jörgensen mocht van bondscoach Brian Riemer in de basisopstelling beginnen en hij speelde het gehele duel. De andere Deense debutanten dit duel waren Lucas Høgsberg (FC Nordsjælland) en Mathias Kvistgaarden (Brøndby IF).
| Interlands van Filip Jörgensen voor Denemarken | Interlands van Filip Jörgensen voor Denemarken | Interlands van Filip Jörgensen voor Denemarken | Interlands van Filip Jörgensen voor Denemarken | Interlands van Filip Jörgensen voor Denemarken | Interlands van Filip Jörgensen voor Denemarken |
| №                                              | Datum                                          | Wedstrijd                                      | Uitslag                                        | Competitie                                     | Goals                                          |
| Als speler bij Brøndby IF                      | Als speler bij Brøndby IF                      | Als speler bij Brøndby IF                      | Als speler bij Brøndby IF                      | Als speler bij Brøndby IF                      | Als speler bij Brøndby IF                      |
| ---------------------------------------------- | ---------------------------------------------- | ---------------------------------------------- | ---------------------------------------------- | ---------------------------------------------- | ---------------------------------------------- |
| 1                                              | 7 juni 2025                                    | Denemarken – Noord-Ierland                     | 2 – 1                                          | Vriendschappelijk                              |                                                |

Bijgewerkt op 13 juni 2025.

## Erelijst
| Competitie             |            |            |            |            |
| Competitie             | Aantal     | Jaren      |            |            |
| Villarreal             | Villarreal | Villarreal | Villarreal | Villarreal |
| ---------------------- | ---------- | ---------- | ---------- | ---------- |
| UEFA Europa League     | 1          | 2020/21    |            |            |
| Chelsea                |            |            |            |            |
| UEFA Conference League | 1          | 2024/25    |            |            |
| FIFA Club World Cup    | 1          | 2025       |            |            |